# Cantón Nobol
El Cantón Nobol es un cantón de Ecuador, localizado en la Provincia de Guayas. Su cabecera cantonal es Narcisa de Jesús, también conocida como Nobol. Su población en 2001 era de 14,753 habitantes, según el censo realizado.
El 7 de agosto de cada año se celebra un año más de la canonización del Cantón Nobol el cual nos ofrece parques recreativos, instituciones educativas y la capilla de la Santa Narcisista, además de los ya conocidos platos típicos (maduro con queso, humitas, seco de gallina, etc.)

## Demografía
Grupos étnicos según el censo ecuatoriano de 2010:
- Mestizas: 50.4%
- Montuvios: 38.0%
- Afroecuatorianos: 6.4%
- Blancos: 4.8%
- Indígenas: 0.2%
- Otros: 0.2%

### Límites cantonales
| Noroeste: Lomas de Sargentillo | Norte: Daule   | Noreste: Daule     |
| Oeste: Isidro Ayora            |                | Este: Daule        |
| Suroeste: Isidro Ayora         | Sur: Guayaquil | Sureste: Guayaquil |

## Interpretación de su escudo
En la parte superior del escudo, observamos una aureola, que significa el privilegio del pueblo Noboleño de poseer una Santa. En el interior del escudo, un tercio superior, es de fondo azul, símbolo de la limpieza de nuestro cielo y de la claridad de nuestros pensamientos. En la parte inferior de esta sección destacan elevaciones que nos indican la existencia de cerros que colindan nuestro cantón. En la sección inferior derecha del escudo, nace desde los cerros un río representando al caudaloso Daule que baña nuestras llanuras haciéndolas fértiles. En sus riberas, árboles frutales y sembríos.
También hay una cornucopia, símbolo de la abundancia de los productos tropicales del cantón. La sección inferior izquierda del escudo, tiene como fondo los colores de la bandera; en la parte verde, el árbol de guayabo, recordándonos el sitio donde nació y donde oraba Narcisa de Jesús. Contiene un ave y diversos animales, como símbolo de fuente avícola y ganadera. En la parte central del escudo y sobre las secciones anteriores resalta la imagen de la Beata Narcisa, honra y orgullo de todos los Noboleños. En la parte superior del escudo dice: “Cantón Nobol”; y, en la cinta orlada dice: “Ciudad Narcisa de Jesús 1992, que significa el nombre de la cabecera cantonal y la fecha de creación del cantón”.

## Interpretación de su bandera
Un tercio de color verde, símbolo de la esperanza. Se espera mejores días para nuestro cantón. En la parte superior de esta franja, una estrella de cinco puntas, simboliza a la insigne figura universal, nuestra coterránea Beata Narcisa de Jesús Martillo Morán. Las dos terceras partes de color blanco: representa la pureza y honradez del pueblo Noboleño. A esta franja llega un rayo de color verde, con un rayo interior de color blanco, simbolizando el aliento espiritual de Narcisa de Jesús a nuestras vidas y que además ilumina nuestras mentes y campos.

## Flora y fauna

### Flora
Debido a tener un suelo franco arcilloso en esta zona encontraremos principalmente cultivos de arroz, mango, sandía, ciruelas y demás frutos tropicales; ya que las especies endémicas del sector han sido taladas por el desarrollo agroindustrial. Aun queda un pequeño porcentaje del algarrobo, guaba, laurel, bototillo, pechiche, muyuyo y esponja vegetal.

### Fauna
Por estar ubicado a orillas del río Daule, se puede encontrar gran variedad de vida animal, especialmente de:
Aves: garzas, gavilanes, águilas, picaflor, pericos, tilingos, carpinteros, patos maría, patos cuervos, patos silvestres, etc. 
Peces: bocachico, dicha, dama sábalo, ratón, vieja chame, guanchiche, bagre, barbudo, etc.

## Desarrollo económico
El terreno del cantón es generalmente plano. Hacia el suroeste se levanta la pequeña Cordillera del Paco. El terreno es fértil y propicio para el cultivo de productos tropicales. Hay extensas zonas arroceras y cultivos de gran variedad de frutas como mangos, sandías, naranjas, ciruelas, y demás frutas tropicales. Sus habitantes se dedican a la agricultura y ganadería. Hay una gran cantidad de peladoras. Debido al desarrollo comercial se han instalado algunas fábricas de productos lácteos y materiales de construcción. Pero no se pierde la costumbre de sus artesanos de fabricar artículos de cuero.

### Principal fuente económica
Relación entre sectores económicos: primario, secundario, terciario vs población económicamente activa vinculada a cada uno de ellos. Las actividades económicas representativas del cantón Nobol según datos del censo INEC 2010, mayoritariamente son aquellas que están vinculadas al sector terciario y representa el 51 % que se encuentra relacionado comercio al por mayor y menor, enseñanza, administración pública y defensa, servicios de restaurantes (todo esto esta dinamizado por el turismo religioso). El siguiente sector ocupado es el primario con un 35 %; resaltando actividades como: con la agricultura, ganadería, silvicultura, etc. El sector secundario es el que menor población ocupada tiene 14 % abarca actividades relacionadas con la construcción e industrias manufacturas.

## Turismo religioso[5]
Santuario Narcisa de Jesús
Exhibe el cuerpo incorrupto de la santa Narcisa de Jesús. En los alrededores se venden objetos religiosos relacionados con ella, así como otras artesanías elaboradas en vidrio. No deje de visitar el museo y la capilla ubicados en el centro del pueblo junto al santuario.
Hacienda San José
Ubicada a la entrada del pueblo, es el lugar donde nació Narcisa de Jesús el 29 de octubre de 1832, actualmente asisten varios fieles para conocer la vida de la beata y acercarse a ella por medio de la oración. Desde donde también se tiene acceso a las orillas del Río Daule
Museo y Capilla “Narcisa de Jesús”
Ubicado en el centro del pueblo. Este santuario es acogedor, infunde mística porque contiene el cuerpo incorrupto de la Beata Narcisa de Jesús.

## Atractivos turísticos
Riberas del Río Daule en Cantón Nobol
Son riberas de 5 m de altura, suelo arcilloso, su curso de agua es de poca rapidez sobre suelo llano. Posee curvas medianamente pronunciadas. Se realizan paseos y existen zonas que se utilizan como balneario.
La Garza Roja, Pechiche y Tierra Viva
Parques recreativos temáticos en los cuales existen facilidades para disfrutar en familia, como piscinas, toboganes, canchas deportivas, áreas verdes y agroturismo.
Paseos fluviales Nachita
Paseos fluviales en el río Daule para observar la flora y fauna del ambiente montubio. Contacto: Asociación de Canoeros.
Club campestre La Garza Roja,
Balneario para la distracción familiar, cuenta con cabañas de hospedaje.

## Fiestas
El 7 de agosto de cada año se celebra un año más de la canonización del Cantón Nobol el cual nos ofrece parques recreativos, instituciones educativas y la capilla de la Santa Narcisista, además de los ya conocidos platos típicos: maduro con queso, humitas, seco de gallina